# 성정왕후
성정왕후 김씨(成貞王后 金氏) 혹은 배소왕후는 신라 성덕왕의 왕비이다.
승부령(乘府令) 소판(蘇判) 김원태(金元太)의 딸, 엄정왕후(嚴貞王后)라고도 한다. 3년(704년) 여름 5월에 입궁했다가 15년(716년) 3월에 출궁. 채색비단 5백 필과 밭 2백 결(結), 조(租) 1만 섬을 받았으며, 강신공(康申公)의 옛 집을 사들여 궁밖에서의 거처로 내려 주었다.

## 일설
아버지 김원태(金元太)는 김흠순의 아들로 보는 견해가 있다. 성덕왕이 자기를 왕으로 추대했던 가야파 세력을 제거하려는 의도에서 성정왕후를 몰아낸 것으로 해석한다. 그러나 궁에서 쫓겨난 죄인에게 큰 집과 많은 재산을 내렸다는 것은 상식에 맞지 않는다. 일각에서는 성정과 엄정이 동일 인물의 시호가 아니라 성정왕후는 전왕인 효소왕(孝昭王)의 비이고, 엄정왕후를 성덕왕의 첫째 왕비로 보기도 한다.

## 가족 관계
- 아버지 : 김원태(金元泰)
  - 남편 : 성덕왕(聖德王) - 신라 제33대 왕
    - 아들 : 중경(重慶) - 효상태자
    - 아들 : 수충(守忠)
    - 딸 : 사소부인(四炤夫人) - 정의태후
      - 외손자 : 선덕왕(宣德王) - 신라 제37대 왕